# Liste der Kulturdenkmale in Pforzheim-Weststadt
In der Liste der Kulturdenkmale in Pforzheim-Weststadt werden alle unbeweglichen Bau- und Kunstdenkmale in der Pforzheimer Weststadt aufgelistet, die in der städtischen „Liste der Kulturdenkmale“ geführt sind.

## Liste
| Bild           | Bezeichnung                                                  | Lage                                                             | Datierung | Beschreibung                                                               | ID |
| -------------- | ------------------------------------------------------------ | ---------------------------------------------------------------- | --------- | -------------------------------------------------------------------------- | -- |
|                | Baumannbrücke                                                | Baumannbrücke                                                    | 1915      | Eisenbetonbrücke über die Bahngleise. Geschützt nach § 2 DSchG             |    |
|                | Grünanlage mit Brunnen                                       | Benckiserpark (Teilfläche Flst.-Nr. 256)                         | 1875      | Geschützt nach § 2 DSchG                                                   |    |
|                | Staatliches Zollamt mit umgebender Freifläche                | Durlacher Straße 13 (Flst.-Nr. 217)                              | 1954      | Geschützt nach § 2 DSchG                                                   |    |
|                | Wohngeschäftshaus mit Hofflügel                              | Durlacher Straße 65 (Flst.-Nr. 10070/15)                         | 1907      | Geschützt nach § 2 DSchG                                                   |    |
|                | Wohngeschäftshaus mit Hofflügel                              | Durlacher Straße 67 (Flst.-Nr. 10070/16)                         | 1906      | Geschützt nach § 2 DSchG                                                   |    |
|                | Emiliensteg                                                  | Emiliensteg                                                      | 1863      | Eiserner Überbau des Fußgängerstegs über die Enz. Geschützt nach § 2 DSchG |    |
|                | Goethebrücke                                                 | Goethebrücke                                                     | 1952      | Spannbetonbrücke über die Enz. Geschützt nach § 2 DSchG                    |    |
|                | Jahnhalle                                                    | Goethestraße 1-9 / Zerrennerstraße 43 (Flst.-Nr. 256/2)          | 1953      | Geschützt nach § 2 DSchG                                                   |    |
|                | Ehemalige Schmuckfabrik Kordes & Lichtenfels                 | Habermehlstraße 11 (Flst.-Nr. 19238/3)                           | 1924      | Geschützt nach § 2 DSchG                                                   |    |
|                | Doublèfabrik G. Rau                                          | Kaiser-Friedrich-Straße 7 (Flst.-Nr. 269/9)                      | 1895      | Geschützt nach § 2 DSchG                                                   |    |
|                | Wohngeschäftshaus                                            | Maximilianstraße 20 (Flst.-Nr. 10069)                            | 1910      | Geschützt nach § 2 DSchG                                                   |    |
|                | Wohngeschäftshaus                                            | Maximilianstraße 22 (Flst.-Nr. 10068/3)                          | 1910      | Geschützt nach § 2 DSchG                                                   |    |
|                | Wohngeschäftshaus mit ehemaligem Fabrikflügel                | Maximilianstraße 24 / Linnéstraße 2-4 (Flst.-Nr. 10068)          | 1914      | Geschützt nach § 2 DSchG                                                   |    |
| Weitere Bilder | Osterfeldschule mit Kulturhaus Osterfeld                     | Nesslerstraße 10 / Osterfeldstraße 12 (Flst.-Nr. 10065)          | 1907      | Geschützt nach § 2 DSchG                                                   |    |
|                | Wohngeschäftshaus                                            | Schwebelstraße 6 (Flst.-Nr. 19500)                               | 1922      | Geschützt nach § 2 DSchG                                                   |    |
|                | Ev.-luth. Lutherkirche                                       | Schwebelstraße 7 (Flst.-Nr. 10022/2)                             | 1953      | Geschützt nach § 2 DSchG                                                   |    |
|                | Fassaden der ehemaligen Villa Bizer mit Vorgarteneinfriedung | Tunnelstraße 31 (Flst.-Nr. 6637)                                 | 1877      | Geschützt nach § 2 DSchG                                                   |    |
|                | Wohngeschäftshaus                                            | Tunnelstraße 71 (Flst.-Nr. 6705)                                 | 1901      | Geschützt nach § 2 DSchG                                                   |    |
|                | Kellergewölbe im Haus der Jugend                             | Westliche Karl-Friedrich-Straße 77 (Flst.-Nr. 256)               | um 1800   | Geschützt nach § 2 DSchG                                                   |    |
|                | Ehemalige Maschinenhalle Benckiser (Pitzmann & Pfeiffer)     | Westliche Karl-Friedrich-Straße 81 (Flst.-Nr. 256)               | 1894      | Geschützt nach § 2 DSchG                                                   |    |
|                | Zweiteiliges Wohngeschäftshaus                               | Westliche Karl-Friedrich-Straße 189/191 (Flst.-Nr. 19547, 19548) | 1915      | Geschützt nach § 2 DSchG                                                   |    |
|                | Kapelle der katholisch-apostolischen Gemeinde                | Westliche Karl-Friedrich-Straße 194 (Flst.-Nr. 19270/1)          | 1898      | Geschützt nach § 2 DSchG                                                   |    |